# Stéphane Claireaux
Stéphane Claireaux (født 23. juni 1964 i Saint-Pierre og Miquelon) er en fransk politiker fra Det radikale venstreparti (PRG). Han repræsenterede Saint-Pierre og Miquelon i Nationalforsamlingen.
Stéphane Claireaux var medlem af Nationalforsamlingen fra 2012 til 2017. Han var indkaldt som stedfortræder for Annick Girardin, der var minister i regeringerne Valls I, Valls II, Cazeneuve, Philippe I og Philippe II.